# Борба код Сланског
У мају 1907. била је борба у поречком селу Сланско између Бугарских комита и српских четника. Четнике је предводио војвода Михаило Јосифовић и војвода Јован Долгач. 
У борби је погинуо један српски сељак и шест бугарских комита. Четници су заробили бугарског свештеника, учитеља и учитељицу (која је касније пуштена на слободу).